# Loxilobus leveri
Loxilobus leveri är en insektsart som beskrevs av Günther, K. 1938. Loxilobus leveri ingår i släktet Loxilobus och familjen torngräshoppor. Inga underarter finns listade i Catalogue of Life.